# Ammuna
Ammuna war ein hethitischer Großkönig, der nach der mittleren Chronologie etwa 1550 bis 1530 v. Chr. regiert haben könnte. Die exakte Datierung seiner Regierungszeit ist noch nicht gelungen. Allerdings entstand in dieser Zeit ein Annalentext, ähnlich dem anderer Großkönige.
Ammuna war der Sohn Zidantas, der durch Mord an seinem Schwiegervater Großkönig geworden war. Während seiner Herrschaft wurde das Reich von einer Dürreperiode heimgesucht. Telipinu beschreibt dieses Geschehen:  Und die Götter suchten ihn und sein Land heim wegen der Bluttat an seinem Vater Zidanta. In seiner Hand gediehen Getreide, Wein, Rinder und Schafe nicht.
Im weiteren Verlauf erwähnt Telipinu weitere Probleme des Landes: Die Länder wurden gegen Ammuna feindlich, darunter waren Adaniya, Arzawiya, Šallapa, Parduwata und Aḫḫulašša. Wohin seine Soldaten zu Felde zogen, da kamen sie nicht erfolgreich zurück. Die Hurriter überfielen von Osten her das Land und sogar die Hauptstadt Ḫattuša geriet in Gefahr. In dieser Situation verstarb Ammuna, der jedoch nicht einem eigenen Staatsstreich zum Opfer fiel, sondern eines natürlichen Todes starb. Die dafür übliche Redewendung lautete: Als Ammuna Gott geworden war.
Die Grabenkämpfe um die Thronfolge erklärt Telipinu:

„Zuru, der Anführer der Leibwächter, schickte in jenen Tagen heimlich seinen Sohn, den Goldlanzenträger Taḫurwaili, und dieser ermordete die Familie des Tittiya mitsamt dessen Söhnen. Auch den Taḫuršu, den Kurier, schickte Zuru, und dieser ermordete den Hantili mitsamt dessen Söhnen. Ḫuzziya wurde zum neuen König ausgerufen. Seine fünf Brüder wies er Besitzungen zu mit den Worten: "Mögen Sie gehen und dort bleiben. Sie mögen essen und trinken, Böses soll ihnen aber niemand zufügen. Obwohl sie mir Böses taten, werde ich ihnen nichts Böses antun".“